# Mbombe
Mbombe es un vehículo blindado de combate blindado y de alta movilidad diseñado y fabricado por Paramount Group, una empresa de Sudáfrica. Se comenzó a producir en 2010. Fue nombrado "Mbombe" en honor a un guerrero africano.

## Especificaciones
Su peso varía dependiendo de si está vacío, el cual alcanza 16 toneladas, o si está en combate, que alcanza un máximo de 27 con una tripulación de 11 soldados. Posee un rodaje 6x6 que se adapta a todo tipo de terrenos y escenarios. Su velocidad máxima es de 100 km/h; y su autonomía es 700 km.
El Mbombe posee un motor diésel Cummins ISBe4 de 300 kW y una transmisión automática Allison 6.

### Blindaje
El chasis del Mbombe posee un blindaje STANAG 4569 nivel 4, el cual le permite resistir impactos de hasta 10 kg de TNT. También puede proteger a los ocupantes de granadas propulsadas por cohetes e IEDs de hasta 50 kg de TNT a 5 metros.

### Armamento
El Mbombe puede estar armado por una ametralladora o un autocañón. También puede ser instalado un equipo de visión nocturna.

### Funciones
El Mbombe puede ser configurado como transporte blindado de personal, vehículo de combate, vehículo de comando y ambulancia.

## Operadores

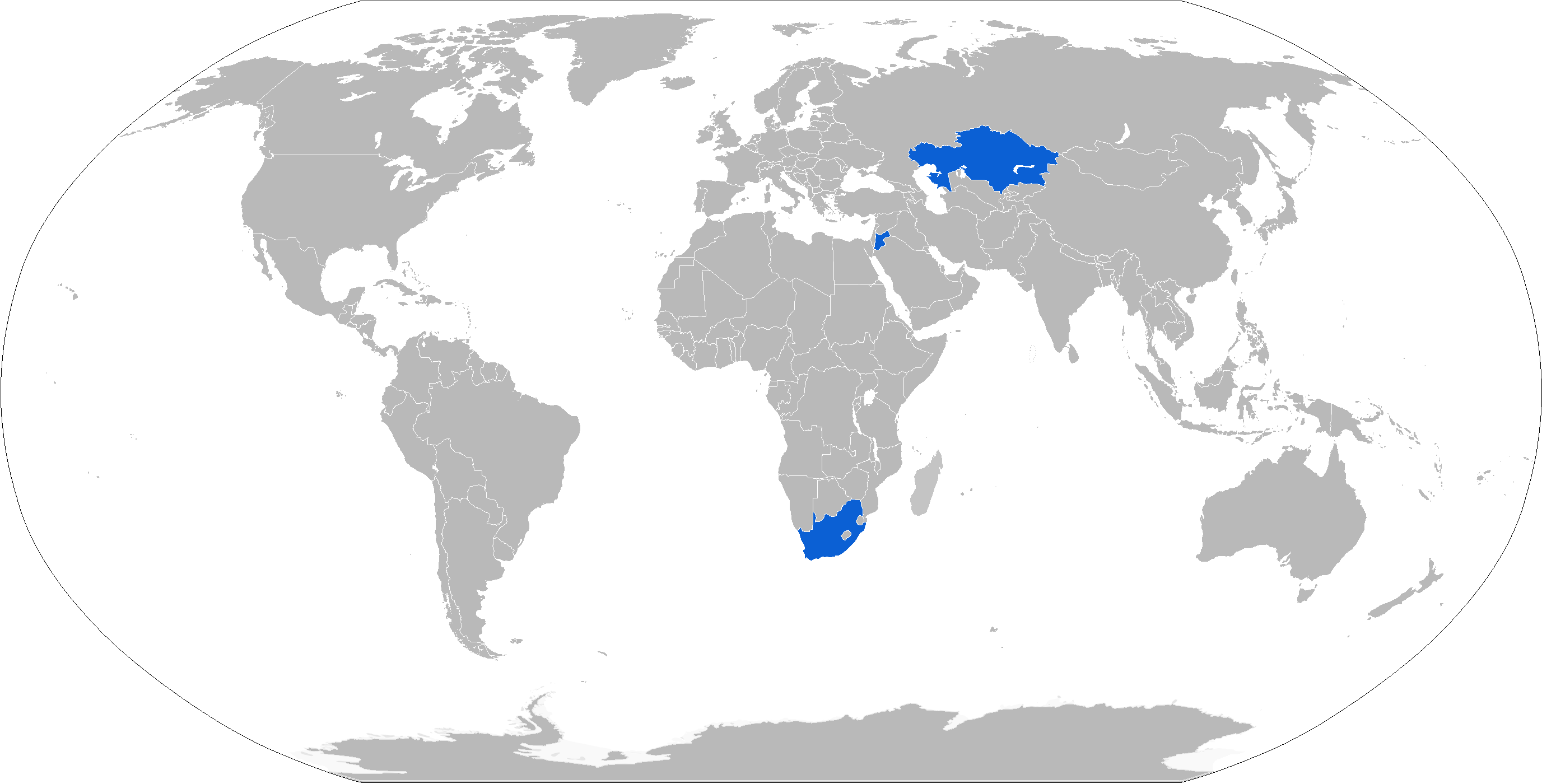
Mapa de los operadores del Mbombe en azul.

- Sudáfrica
- Jordania: 50 en orden.[12]
- Kazajistán[13]
- Ecuador: 13 en orden.